# Spitsstaartamadine
De spitsstaartamadine (Poephila acuticauda) is een vogel uit de familie van de prachtvinken (Estrildidae) oorspronkelijk afkomstig uit Noord- en Noordwest-Australië.

## Kenmerken
Hij lijkt veel op de gordelgrasvink, maar hij heeft een veel langere zwarte staart. Het kopje is van boven zilvergrijs met een zwarte streep vanaf de rode tot soms (bleek)gele snavel naar het oog. Hij heeft een zwarte keel- en borstvlek (bef), die bij het vrouwtje iets smaller is dan bij het mannetje. De vleugels zijn bruin, borst en buik roze-bruin. De staartwortel is wit en de staart zelf, waarvan de twee middelste veren sterk verlengd zijn is bruinzwart. Zijn totale lengte, van kop tot puntje van de staart, is 15 tot 16,5 centimeter.

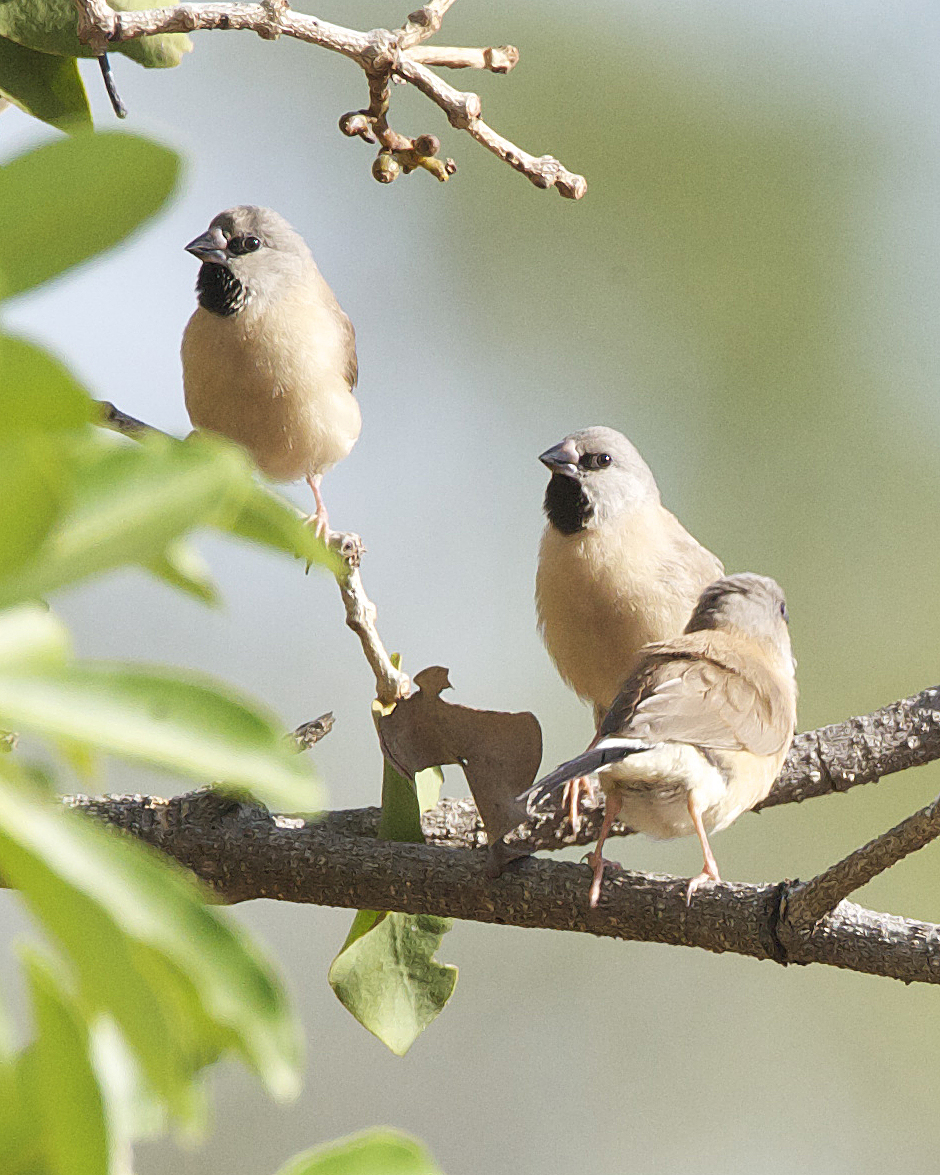
Jonge spitsstaartamadines gefotografeerd in het wild in de omgeving van Darwin (Australië).

## Verspreiding en leefgebied
De spitsstaartamadine komt voor in een brede zone aan de noordkust van Australië van West-Australië tot het noordwesten van Queensland. Het leefgebied wordt gevormd door vlaktes met gras en bomen, vaak schroefpalmen. De vogel leeft in paren of kleine zwermen, soms ook in grote zwermen, waarbij gepaarde vogels bij elkaar blijven.
De soort telt twee ondersoorten:
- P. a. acuticauda: noordwestelijk Australië.
- P. a. hecki: noordelijk Australië.

## Status
De spitsstaartamadine heeft een groot verspreidingsgebied en daardoor alleen al is de kans op de status kwetsbaar (voor uitsterven) gering. De grootte van de populatie is niet gekwantificeerd. De vogel is echter redelijk algemeen. Om deze redenen staat deze grasvink als niet bedreigd op de Rode Lijst van de IUCN.

## Spitsstaartamadine als kooivogel

### Geschiktheid als huisdier
De spitsstaartamadine is een temperamentvolle vogel, die niet geschikt is om samen met kleinere vogels in een volière gehouden te worden. Ook soortgenoten onder elkaar kunnen behoorlijk agressief zijn. Eén paartje is goed te doen, maar met verwante soorten zoals de gordelgrasvink en de maskeramadine kunnen ze ook niet samen in één volière.

### Verzorging
Deze vogel kan in Nederland gehouden worden in een flinke kooi of volière, maar moet 's winters in een vorstvrije ruimte verblijven. Zijn voedsel moet bestaan uit een zaadmengsel voor vinken, groenvoer en levende miereneieren. Daarbij moet water, grit en maagkiezel altijd ter beschikking staan.